# Кримські татари в Болгарії
Кримські татари в Болгарії є однією з національних меншин. За даними перепису населення 2001 року в країні проживали 1803 кримських татар. Але багато з кримських татар під час перепису зареєстровані як турки та загалом у болгарському суспільстві не сприймаються як окрема меншина.
Значна кількість кримських татар емігрувало до Болгарії в 1860-х роках. За деякими даними в цей час тут мешкало 110 000 осіб. Пізніше деякі з них емігрували з Болгарії, зокрема, внаслідок російсько-османських війн у 19-му столітті та набуття незалежності Болгарії. Остання хвиля еміграції відбулася внаслідок т. зв. «Відроджувального процесу», тобто примусової болгаризації тюркського населення, яку проводив уряд соціалістичної Болгарії.
Наразі момент кримські татари мешкають переважно у Ветово, Балчика, Добрича, селах біля Варни, Шумена. Останнім часом почалось налагодження співпраці з кримськими громадами за кордоном, і особливо з історичною Батьківщиною. У м. Ветово діє громадська організація «Спілка кримських татар Болгарії „Асабай“». З 2005 р. до 2011 р. кметом (міським головою) м. Ветово був представник кримськотатарської громади д-р Райхан Хабіл.